# Дэйв Хардман
Дэйв Хардман (англ. Dave Hardman, род. 13 сентября 1960 года) — американский порноактёр, лауреат премий AVN Awards и XRCO Award, член зала славы AVN.

## Биография
Родился 13 сентября 1960 года. Дебютировал в порноиндустрии в качестве актёра в 1993 году, в возрасте около 33 лет. В 1997–1998 годах также занимался режиссурой (срежиссировал 2 фильма). Ушёл из индустрии в 2012 году, снявшись в 2282 фильмах.
С 2003 года член зала славы AVN.

## Премии и номинации
- 1997 XRCO Award победа – Unsung Swordsman[6]
- 1998 AVN Awards победа – лучший актёр второго плана, видео (Texas Dildo Masquerade — Heatwave Platinum)[7]
- 2001 AVN Awards номинация – исполнитель года[8]
- 2001 AVN Awards двойная номинация – лучшая анальная сцена, видео (My Black Ass 4 — Notorious/Multimedia) вместе с Sinnamon и J.J. Michaels и (White Trash Whore 17 — JM Productions) вместе с Allysin Embers и Хершелом Сэваджем[8]
- 2001 AVN Awards номинация – лучшая групповая сцена, видео (M Caught in the Act — Wicked Pictures) вместе с Александрой Куинн, Бриджитт Керков и Rick Masters[8]
- 2002 AVN Awards номинация – самая скандальная сексуальная сцена (The Babysitter 5 - Notorious/Multimedia) вместе с Годж[9]
- 2002 AVN Awards номинация – лучшая анальная сцена, видео (D.P. Commandos — JM Productions) вместе с Sabrina Jayde и Joel Lawrence[9]
- 2003 включён в зал славы AVN[5]
- 2003 AVN Awards номинация – лучшая анальная сцена, видео (White Trash Whore 24 — JM Productions) вместе с Brandy Starz и Пэтом Майном[10]
- 2003 AVN Awards номинация – самая скандальная сексуальная сцена (Perverted Stories 33 — JM Productions) вместе с Jessie J.[10]
- 2005 AVN Awards номинация – самая скандальная сексуальная сцена[11]

## Краткая фильмография
- The Texas Dildo Masquerade (1998)